# آنا فلانغن
آنا فلانغن (بالإنجليزية: Anna Flanagan) هي لاعب هوكي الحقل أسترالية، ولدت في 8 يناير 1992 في كانبرا في أستراليا.

## وصلات خارجية
- آنا فلانغن على موقع الاتحاد الدولي للهوكي (الإنجليزية)
- آنا فلانغن على موقع أوليمبيديا (الإنجليزية)
- آنا فلانغن على موقع اللجنة الأولمبية الأسترالية (الإنجليزية)
- آنا فلانغن على موقع اتحاد ألعاب الكومنولث (مؤرشف) (الإنجليزية)